# Дитрих I фон Хонщайн
Дитрих I фон Хонщайн (на немски: Dietrich I von Honstein; * ок. 1192, Хонщайн, Саксония, Прусия; † 23 юли 1249) е граф на Хонщайн в Харц, фогт на манастир Хомбург.

## Произход
Той е син на граф Елгер II фон Хонщайн (* ок. 1160; † 16 септември 1219) и съпругата му бургграфиня Ода фон Магдебург (* ок. 1170; † сл. 8 юли 1234), дъщеря на бургграф Бурхард II фон Магдебург и Матилда фон Глайхен.

## Фамилия
Дитрих I се жени пр. 1231 г. за Хедвиг фон Брена от род Ветини (* ок. 1209; † ок. 1264), графиня фон Алтенбург (1264), дъщеря на граф Фридрих II фон Брена и Ветин († 1221) и Юдит фон Цигенхайм († 1220), дъщеря наследничка на граф Фридрих фон Цигенхайн († 1221). Те имат децата:
- София († 1259), омъжена на 15 март 1247 г. за роднината си граф Хайнрих III фон Шварцбург († 1258/1259), син на граф Хайнрих II фон Шварцбург-Бланкенбург († 1236) и Ирмгард фон Ваймар-Орламюнде († ок. 1222)
- Хедевигис († 1294), омъжена на 24 април 1246 г. за роднината си граф Фридрих IV фон Байхлинген и Лохра († 1275), син на граф Фридрих II (III) фон Байхлинген († 1216) и Елизабет фон Хенеберг († сл. 1210)
- Юта († сл. 1234)
- Хайнрих I (II) фон Хонщайн (* ок. 1232, † 24 януари 1286), граф на Хонщайн (1249), насленик на Клетенберг (1253), получава Шпатенбург, женен пр. 1253 г. за графиня Матилда фон Регенщайн (* ок. 1227; † 21 октомври 1283), дъщеря на граф Улрих I фон Регенщайн († пр. 1270)